# Bataille de l'Amblève (716)
Guerre civile des Francs
Batailles
La bataille de l'Amblève ou bataille d'Amblève a lieu en 716, au croisement de la rivière de l'Amblève, dans la principauté de Stavelot-Malmedy, au cours de la guerre civile des Francs. Le maire du palais d'Austrasie, Charles Martel, parvient à vaincre ses rivaux dirigés par le roi des Francs Chilpéric II, son maire du palais de Neustrie, Raganfred, et Radbod Ier, duc des Frisons. C'est la première victoire de Charles Martel qui inaugure une longue carrière de victoires ininterrompues. Dans cette bataille, Charles prouve son génie militaire qui marquera le reste de sa vie.

## Histoire
Dans cette bataille, Charles Martel montra pour la première fois qu'il possédait d'excellentes qualités militaires. Après sa défaite à la bataille de Cologne contre les armées combinées de Chilpéric II et Radbod Ier, Charles rassembla ses partisans dans les montagnes de l'Eifel. De nombreux Austrasiens, attaqués par des Neustriens, des Frisons et des Saxons au nord-est, se sont ralliés derrière Charles en sa qualité de seul homme survivant de la famille des Pépinides.
En avril 716, l'armée austrasienne de Charles attaque la coalition neustro-frisonne aux environs de Radborive alors qu'ils revenaient triomphalement de Cologne. Charles a feint une retraite (il est le seul général connu à utiliser cette tactique pendant l'Âge sombre) : il surprend ses ennemis alors qu'ils se reposent et simule une retraite. Les Neustriens le poursuivent en quittant leur position défensive et, une fois à découvert et non protégés, Charles se retourne, leur tend une embuscade et les vainc. Selon les Annales de Metz, source la plus complète concernant la bataille, les pertes qu'il a infligées à ses ennemis ont été considérables. Il demeure invaincu jusqu'à sa mort, 25 ans plus tard, en 741. Charles Martel montre ainsi pour la première fois son génie militaire.
Par la suite, Charles récupère une grande partie de la rançon payée par Plectrude au roi Chilpéric II et à Raganfred à Cologne.